# Dominique Marchal
Dominique Marchal, née en 1944, est une pilote d'avion, alpiniste belge. Elle est la première femme en Suisse à obtenir une licence de vol aux instruments. A l'âge de 63 ans, elle devient nonne bouddhiste et dirige une clinique au Népal.

## Biographie
Dominique G. Marchal est née dans une riche famille catholique romaine à Bruxelles en 1944. Elle ne connaît pas son père biologique qui meurt avant sa naissance durant son engagement dans la résistance contre l'occupant allemand,. Dominique Marchal reçoit une éducation stricte au très traditionnel Institut de la Vierge fidèle mais elle est une enfant rebelle qui refuse d'accepter le mode de vie familial et le dogme catholique et donne du fil à retordre à ses enseignants. 
À sa majorité, elle perçoit l'héritage de son père et mène une vie de plaisirs. Elle voyage de par le monde, fait de la voile et de la plongée puis décide de devenir pilote d'avion. Elle  déménage en Suisse où elle devient, en 1968 la première femme du pays à obtenir la licence de vol aux instruments,. 
Elle passe ensuite son brevet de pilote d’avion privé à Montreux et travaille pour un milliardaire italien qui possède sa propre flotte. 
Elle achète son propre avion, un Falcon 50, avec lequel elle transporte des millionnaires à travers le monde, puis du fret pour des guérillas comme à la fin des années 1960, quand elle livre des armes aux rebelles du Biafra. 
Plus tard, dans les années 1980, elle effectue des liaisons charter sur un Boeing 737 dans des conditions qu'elle trouve décevantes. En raison de l'automatisation accrue, il y a peu de contact avec les passagers. 
En 1986, elle abandonne son travail de pilote pendant quelques mois afin d'accompagner l'alpiniste Jean Troillet et  Erhard Loretan sur l'Everest avec Pierre Béghin et Jean Afanassieff. Elle n'atteint pas le sommet, mais découvre le bouddhisme. A son retour, elle s’inscrit au Centre d’Études Tibétaines à Bruxelles pour suivre une formation,,.
En 1986, elle abandonne définitivement son travail de pilote et devient journaliste. 
Trois ans plus tard, en 1989, au Prix de la Mémoire à Paris, elle rencontre pour la première fois le 14e dalaï-lama. Elle le rencontre à nouveau en 1993 et renforce son souhait de consacrer sa vie au bouddhisme. Elle s'installe au Népal en 1995, travaille d'abord dans une léproserie puis crée une clinique avec un des lamas.  
En 2000, elle s'installe à Katmandou où, à la demande de Rabjam Rinpoché et Matthieu Ricard, elle fonde la clinique de Shéchèn, à Boudhanath, près du monastère de Shéchèn, une clinique de charité qu'elle dirige jusqu'en 2007,.
Dominique Marchal devient officiellement nonne bouddhiste en 2008, en prononçant ses vœux aux mains du dalaï-lama. Elle s'appelle désormais Ani Tenzin Yidjuk,,. 
Par la suite, elle crée un hospice pour les personnes en fin de vie.
Dominique Marchal a été mariée trois fois avec deux divorces et un veuvage. Elle a eu deux fils.

## Publication
- Dominique G. Marchal (préf. Matthieu Ricard ), L'Envol du silence: Alpiniste, pilote d'avion, nonne bouddhiste... Les mille vies d'une femme d'exception, Robert Laffont, 2014 (ISBN 978-2-84111-597-6, lire en ligne)